# I Love You (sång)
"I Love You" är en singel från den sydkoreanska musikgruppen 2NE1. Den gavs ut den 5 juli 2012 av gruppens skivbolag YG Entertainment för digital nedladdning. Låtens text är skriven av Teddy Park och musiken är komponerad av Teddy Park i samarbete med Lydia Paek. Den tillhörande musikvideon laddades upp på Youtube den 6 juli och videon hade i februari 2013 fått fler än 23,1 miljoner visningar. Låten debuterade på andra plats på Gaon Chart den 7 juli, endast två dagar efter att den släppts. Den toppade listan veckan efter. Den sålde fler än 300 000 exemplar den första dagen och fler än 1 miljon på under två veckor. Låten blev därmed den mest sålda singeln i Sydkorea under juli månad och med 2,8 miljoner sålda exemplar vid årets slut blev den också årets sjätte mest sålda digital singel. Den japanska versionen släpptes som singel i Japan för digital nedladdning den 29 augusti samma år.

## Listplaceringar
| Lista                 | Topplacering |
| --------------------- | ------------ |
| Sydkorea (Gaon Chart) | 1            |